# Yusuf ben Tasufín
Yusuf ben Tasufín (también Tashufín o Tashfín) Násir ad-Din ibn Talakakinin (en árabe: يوسف بن تاشفين ناصر الدين بن تالاكاكينن‎; en lenguas bereberes: Yusef Ag Tacfin Ag Talakakin Alemtan) fue un emir almorávide (1010 o 1009 -4 de septiembre de 1106), primero de la dinastía bereber de los almorávides, que reinó sobre Marruecos, Mauritania, Senegal, parte de España y Portugal y el oeste de Argelia hasta 1147. Este imperio recibía el nombre de imperio almorávide. Valiente y devoto, unificó el territorio. Forjó el primer imperio bereber que se extendió tanto por el Magreb occidental como por al-Ándalus.

## Orígenes y características
Nació en el 1010 o en el 1009 en la región amazigh de Sus (Marruecos), donde pasó la infancia y juventud. Conservó siempre la frugalidad, sencillez y piedad que había adquirido de su crianza. Se lo describe físicamente con un aspecto típico de la región en que nació: de mediana estatura, delgado, de rostro atezado, barba rala y pelo crespo, de ojos negros y nariz aguileña.
Recto de carácter, muy piadoso y justo de acuerdo a los preceptos islámicos, comenzó su carrera junto a Abu Bakr, el segundo de los jefes militares del movimiento almorávide, dando muestras de valentía. Era el modelo de monje-soldado de las rábidas. Inteligente, era un gran organizador, mejor incluso que militar. Hábil y astuto, podía conciliar opiniones diversas. De enorme energía y actividad, dominó todos los asuntos políticos y militares del Estado almorávide. Concedió gran poder a la opinión de los alfaquíes malikíes, que gozaron de notable influencia tanto en la religión como en la política.

## Primeras campañas
Fue probablemente gobernador de la región de Tafilálet durante varios años tras su reconquista en el 1056 por los almorávides. Participó en las campañas de sometimiento de las llanuras costeras del río Sus. Su primo Abu Bakr ibn Ómar, jefe militar del movimiento tras la muerte de su hermano Yahya, le entregó el gobierno de los territorios marroquíes conquistados cuando partió en el 1060-1061 a enfrentarse a los cenhegíes Masuda, que se habían rebelado contra el movimiento almorávide, celosos de los privilegios de los Lamtuna, tradicionales rivales. Durante la ausencia de Ibn Ómar, que duró hasta finales del 1062 o principios del año siguiente, acometió una crucial reorganización militar y administrativa del territorio, y encontró el emplazamiento de la futura capital almorávide, Marrakech. Gracias a su liberalidad y dotes de mando, se ganó las simpatías de sus subordinados. Al volver Abu Bakr de someter a la obediencia a los Masufa, se negó a devolverle el poder y aquel cedió, deseando evitar una nueva lucha en el seno del movimiento, y marchó al sur, a combatir a los Estados negros del desierto.
Hacia 1062, estableció un campamento militar en un lugar estratégico entre las montañas y el mar que, con el tiempo, se convirtió en la ciudad de Marrakech, que sucedió a Agmat como capital del Estado almorávide. Durante dos años, hasta comienzos del 1063, se dedicó a organizar la administración del nuevo Estado y el Ejército, que quedó dividido en cinco grupos; se guardó para sí el mando del mayor, que abarcaba la mitad de las tropas.

## Unificación de Marruecos septentrional
Establecida la estructura administrativa del Estado y reorganizado el ejército, reanudó las campañas de unión, avanzando hacia la llanura de Sais.  En 1062 fundó Marrakech, de donde proviene el nombre de Marruecos. Será desde ahí desde donde conducirá sus campañas, sobre todo en España. Su tumba se encuentra en Marrakech. Se apoderó de Sefrú y, en la segunda mitad del 1063, de Fez. Entre ese año y el 1070, los almorávides consiguieron la unión todo el Marruecos septentrional a excepción de Ceuta y Tánger.
En el 1065, realizó una campaña para asolar las tierras de los magrawíes que sostenían la resistencia de Fez, que se había rebelado con éxito contra los almorávides y resistía su asedio. Al año siguiente, sometió a los Gumara del Rif y alcanzó el Mediterráneo. El 18 de marzo de 1070 logró finalmente recuperar Fez tras numerosos e infructuosos asaltos. Reformó la ciudad, que había quedado asolada por las luchas: unió el barrio andalusí y el qayrawaní, levantó una nueva muralla y una fortaleza para el gobernador y la guarnición y erigió nuevas mezquitas y baños.
En el 1071, los almorávides conquistaron la región del río Muluya y en 1073 realizaron una campaña de castigo por el norte, en los territorios Gumara, levantiscos. En 1074-1075, sojuzgaron a varias tribus Miknasa entre Fez y Taza.

## Acciones en España (al-Ándalus) y el Magreb
Fue llamado por el rey Al-Mu'támid de Sevilla y el rey de la taifa de Badajoz para que les auxiliase frente al monarca leonés Alfonso VI tras la caída de la Taifa de Toledo, del cual ambos soberanos eran tributarios. Fue enviado por su primo Abu Bakr Ibn Umar, jefe de los almorávides, contra el cual posteriormente se insubordinó, tolerando el anterior la insubordinación para evitar así la fragmentación del reino.
La taifa sevillana venía pagando parias desde la época de Fernando I, quien trasmitió el derecho de cobro a su hijo García de Galicia y que, finalmente, recayó en Alfonso VI. A principios de 1086 Alfonso envió a un grupo de comisionados encabezados por el judío Ben Salib para que efectuasen el cobro anual. Como quiera que este no se realizó debidamente, provocó las iras del enviado real, Al-Mu'támid apresó a los emisarios y dio muerte a Ben Salib. La amenaza de represalias por parte de Alfonso VI hizo que el rey de Sevilla enviara una petición de ayuda a Yusuf que se encontraba con sus almorávides sitiando Ceuta en el norte africano.
Este emir había declarado la yihad en el norte de África, con tal fervor que en pocos años había convertido al islam el Sáhara occidental. La extensión de sus dominios era de seis meses de camino a lo largo y cuatro a lo ancho.
Tras establecerse en la ciudad de Algeciras venció en Sagrajas o Zallaqah al rey Alfonso VI el 23 de octubre de 1086, aunque la muerte del hijo de Yusuf le llevó a abandonar precipitadamente al-Ándalus y regresar al Magreb, por lo que las consecuencias de la derrota para el Reino de León no fueron muy apreciables. Tras la victoria de Sagrajas, se retiró al Magreb, donde se ocupó de organizar la administración del territorio y realizó una gira de inspección por distintas regiones.
En el verano del 1088 dirigió el infructuoso asedio de la plaza de Aledo, desde donde los castellanos corrían los territorios sudorientales de la península; las disensiones entre los emires de las taifas hicieron fracasar el sitio. En noviembre y tras enviar un ejército a Valencia, regresó a Marruecos. Disgustado por los tratos de los reyes de taifas con Alfonso tras el fracaso de la campaña de Aledo, regresó a la península en junio de 1090, por primera vez sin haber sido llamado por los soberanos andalusíes. Avanzó hasta Córdoba y quizá amagó con marchar contra Toledo. Provisto de fetuas contra los reyes ziríes de Granada y Málaga, exigió su destitución. En septiembre y octubre se apoderó de sus dominios y desterró al Magreb a sus dos exsoberanos. Dejó la tarea de deshacerse del resto de reyezuelos a su primo, Sir ibn Abu Bakr.
Cuatro años después regresó y fue ocupando las diversas taifas de al-Ándalus: Granada, Sevilla, Badajoz y Valencia.

## Asedio de Valencia
A pesar de que los almorávides reconquistan el territorio de la mitad sur peninsular, pues los cristianos habían tomado Toledo, y hasta Sevilla y Murcia, neutralizando así la Reconquista. Yúsuf toma Valencia, una ciudad dividida entre musulmanes y cristianos, en virtud del débil gobierno de un pequeño emir que pagaba tributo a los cristianos, incluyendo el famoso Cid Campeador, que la reconquista, siendo la Valencia de El Cid un obstáculo para el ejército almorávide, a pesar de la reputación de intocable de este, pues sus primeras derrotas son contra El Cid.
Abu Bakr ibn Ibrahim ibn Tashfín y el sobrino de Yusuf, Abu Abdullah Muhámmad, no pudieron con el Cid. Yusuf envió entonces a Alí Abu-l-Hasan al-Haŷŷ, pero tampoco tuvo éxito. En 1097, en su cuarto viaje a al-Ándalus, Yusuf solicitó personalmente luchar contra los ejércitos de Alfonso VI, dirigiéndose contra él, pero abandonando la históricamente importante ciudad de Toledo. Este esfuerzo conjunto pretendía atraer a las fuerzas cristianas, incluidas las que habían dejado el sitio de Valencia. El 15 de agosto de 1097, los almorávides dieron un nuevo golpe a las fuerzas de Alfonso, en la batalla de Consuegra, en la que murió el hijo del Cid, Diego Rodríguez.
Fue histórica la derrota del ejército de Alfonso VI, siendo el ejército de Alfonso tres veces superior al de Yusuf que hizo de caudillo a sus 80 años. La batalla contra las tropas de Alfonso fue un viernes.
Muhámmad ibn Aisha, hijo de Yusuf, a quien había nombrado gobernador de Murcia, tuvo éxito en dar un duro golpe a las fuerzas del Cid en Alcira, no capturando todavía la ciudad, pero quedando satisfecho con los resultados de sus campañas. Yusuf partió para su corte de Marrakech, volviendo tan sólo dos años más tarde en un nuevo esfuerzo para tomar las provincias del este de Andalucía. El Cid había muerto en el mismo año de 1099, y su esposa, Jimena Díaz había estado gobernando hasta la llegada de una nueva campaña almorávide en la parte final de 1100, dirigida por el teniente de confianza de Yusuf, Mazdali ibn Banlunka. Después de un asedio de siete meses, Alfonso y Jimena, desesperados sobre las perspectivas de expulsar a los almorávides, prendieron fuego, airados, a la gran mezquita y abandonaron la ciudad. Yusuf había conquistado finalmente Valencia y ejerció dominio completo sobre el este de al-Ándalus, convirtiéndose ahora sin duda en el gobernante más poderoso de Europa occidental. Por ello se le menciona en el poema épico español Poema del Cid, también conocido como Cantar de mío Cid, el más antiguo de su tipo.
Reconoció la supremacía del califa abasí, quien lo reconoció oficialmente como señor de las tierras que dominaba en torno posiblemente a junio del 1098.
A comienzos del 1103, cruzó el estrecho con su hijo y heredero para que los notables de la península ibérica lo reconociesen como tal, ceremonia que tuvo lugar en Córdoba. Tras esta nombró un nuevo gobernador para la región de Tremecén, problemática por su vecindad con los hamadíes y volvió al Magreb, en el que murió casi centenario el 4 de septiembre de 1106.

## Legado
Su hijo y sucesor, Alí ben Yusuf, fue visto como un musulmán tan justo y devoto como su padre. La situación de Córdoba, alrededor de 1119, dio lugar a la rebelión de Andalucía. Los cristianos en la frontera norte, ayudaron al fin del reino almorávide poco después de la muerte de su padre, y los almohades aparecieron alrededor de 1120, amenazando con hundir la frontera sur. Estos llevaron finalmente a la disgregación de los territorios duramente ganados por Yusuf en el tiempo de Ibrahim ben Tasufín (1146) e Ishaq ibn Ali (1146–1147), el último de la dinastía almorávide.
Aunque Yusuf era el más honorable de los musulmanes gobernantes, hablaba mal el árabe. Alí ben Yusuf en 1135 ejerció una buena administración, asistiendo a la Universidad de Qarawiyyin, ordenando la extensión de la mezquita de 18 a 21 naves, y ampliando su estructura a más de 3000 metros cuadrados. Algunas versiones indican que Alí ben Yusuf contrató a dos arquitectos andalusíes para llevar a cabo este trabajo, los cuales también construyeron la nave central de la Gran Mezquita de Tremecén (Argelia), en 1136.
Según Richard Fletcher:

Los almorávides no habían sido apreciados en al-Ándalus fuera de los círculos restringidos de los críticos rigoristas de los reyes de taifas. Habían llegado como libertadores, pero se comportaron como conquistadores. Los jefes pueden haber sido sinceramente devotos, pero las tropas no lo eran. El dominio almorávide ha sido descrito por una autoridad moderna como "una prolongada expedición de saqueo"... Al final del régimen almorávide no hubo un único destino bereber para sus funcionarios: por el contrario, los clérigos andalusíes fueron enviados a Marruecos. Los almorávides incurrieron en todos los lujos y los placeres de al-Ándalus, pero no realizaron la tarea que habían acometido: los territorios perdidos del Tajo y del Ebro permanecieron en manos cristianas.
Richard Fletcher. La España musulmana

## En la cultura popular
- En la película El Cid (1961), Yusuf ibn Tashfín es retratado como Ben Yussuf por Hebert Lom.
- Yúsuf aparece en Age of Empires II: The Conquerors como uno de los antagonistas principales en la campaña del Cid. Sin embargo, se le describe como que "nunca muestra su rostro", cubriéndole siempre con un paño.
- Yusuf ben Tasufín aparece como héroe en la serie dramática Pukaar presentada por la Pakistan Television Center en 1995. En esta serie los personajes principales eran Yousaf bin Tashfin, (interpretado por Asal Din Khan), Zainab (la esposa de Yousaf), Ali (hijo de Yousaf), Alfonso VI (interpretado por Ayub Khosa), Mutámid bin Abi Abbad (interpretado por Hissam Qazi (Tardío)), y una princesa de León (interpretada por Laila Wasti).

| Predecesor: Abu Bakr Ibn Umar | Jefe almorávide 1062-1106 | Sucesor: Alí ibn Yúsuf (emir almorávide) |